# Nikolaj Šin
Nikolaj Sergeevič Šin (in russo Николай Сергеевич Шин?, traslitterazione anglosassone Nikolay Sergeevich Shin; in coreano: 신순남?; Dalnegorsk, 1928 – Tashkent, 8 agosto 2006) è stato un pittore uzbeko di origine coreana.
Nel 1937 fu deportato con la sua famiglia in Asia Centrale.
Nel 1949 si licenziò nella scuola di belli attrezzi di Tashkent, e la sua opera iniziò a considerarsi dopo il Festival Mondiale della Giovinezza e degli Studenti del 1957 a Mosca. Il direttore Kim So-young realizzò un documentario sopra la sua vita: Sky-Blue Hometown , 2000.